# Mikel Urdangarin
Mikel Urdangarin Abasolo (Amorebieta, País Vasco, 30 de noviembre de 1971) es un cantautor español en euskera.

## Biografía
Nacido en Amorebieta, se licencia en Magisterio y obtiene una plaza como profesor en Vitoria. Tras hacer sus pinitos como bertsolari, Mikel abandona la enseñanza para dedicarse a la música. Reside actualmente en Vitoria, alcanzando gran popularidad en el panorama musical vasco. Se trata de un autor preocupado por los problemas sociales y políticos del País Vasco, lo cual se puede observar en sus letras.
Canta íntegramente en euskera. Tiene una estrecha relación profesional y de amistad con el escritor Kirmen Uribe, autor de alguna de sus letras.

## Obra
Tiene 11 discos:
- 1997 Haitzetan (Gaztelupeko Hotsak)
- 1998 Badira Hiru Aste (GH)
- 2000 Espilue (GH)

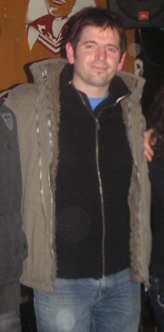

- 2001 Bar Puerto, (GH) con Bingen Mendizabal
- 2002 Heldu artean (GH)
- 2003 Zaharregia, txikiegia agian con Bingen Mendizabal, Kirmen Uribe y Rafa Rueda (GH)
- 2005 Dana (Elkar)
- 2007 Anek idatzi dit zutaz (Mikel Urdangarin)
- 2009 Zubia (Baga-Biga)
- 2011 Zuzenean (KAP Produkzioak)
- 2012 Azula (KAP Produkzioak)
- 2013 Jainko txiki eta jostalari hura.
- 2016 MMXV
- 2017 Margolaria (Elkar)

También tiene dos DVD grabados, Lagun Artean y Dana.
Entre sus colaboradores se encuentran el escritor Kirmen Uribe, los músicos Rafa Rueda, Bingen Mendizabal, Josu Zabala o los versolaris Arkaitz Estiballes e Igor Elortza. En sus anteriores discos Aitor Rubio fue guitarrista.